# Félix Savón
Félix Savón (n. 22 septembrie 1967, Guantánamo Province⁠(d), Cuba) este un fost un pugilist cubanez, campion la categoria grea. El este unul dintre cei trei boxeri din lume, care la fel ca Teófilo Stevenson și László Papp a câștigat trei medalii de aur la jocurile olimpice și 6 medalii la campionatele mondiale. Félix Savón a refuzat să treacă la profesionism, el fiind folosit ca exemplu pentru sportivii cubanezi.

## Adversari renumiți
- Kirk Johnson
- DaVarryl Williamson
- Odlanier Solís
- Georgi Kandelaki
- Lamon Brewster
- Roberto Balado
- Arnold Vanderlyde
- Michael Bentt
- Andrzej Gołota
- Michel López
- Luan Krasniqi
- Shannon Briggs
- David Tua